# Simon IV de Montfort
Pour les articles homonymes, voir Simon de Montfort.
Simon IV (ou V) de Montfort (c. 1170 Montfort-l'Amaury - 25 juin 1218, Toulouse), seigneur de Montfort-l'Amaury de 1188 à 1218, comte de Leicester en 1204, vicomte d'Albi, de Béziers et de Carcassonne de 1213 à 1218, comte de Toulouse de 1215 à 1218, est la principale figure de la croisade des albigeois.

## Biographie

### Origines
Simon de Montfort est issu de la maison de Montfort-l'Amaury, une famille de rang baronnial d'Île-de-France.
Son père est Simon III de Montfort,,, ou peut être Simon de Montfort (mort en 1188)[réf. nécessaire], qui était gruyer royal de la forêt d'Yvelines. Son aïeul, Amaury III de Montfort était comte d'Évreux et sénéchal de France.
Sa mère, Amicie de Leicester (morte en septembre 1215), est la fille de Robert de Beaumont Blanchemains et de Pernelle de Grandmesnil (morte le 1er avril 1212). Elle est issue du baronnage anglo-normand par son père. Elle est l'héritière de la moitié du comté de Leicester et d'un droit au titre de sénéchal d'Angleterre.

### Un baron français
À la mort de son père, il se retrouve à la tête de la seigneurie de Montfort, mais ne prend pas immédiatement part à la rivalité franco-anglaise pour diverses raisons : d'abord par prudence, ensuite parce que les opérations militaires ne se déroulent pas en Île-de-France mais en Flandre, et enfin pour ne pas perdre ses droits au comté de Leicester. En fait, il n'apparaît dans la vie politique qu'en 1188, au cours de l'entrevue de Gisors entre Philippe Auguste et Henri II d'Angleterre.
Cette entrevue avait été organisée par l'Église pour sceller la paix entre les deux royaumes et permettre l'organisation et le départ de la troisième croisade, l'annonce de la prise de Jérusalem par Saladin étant parvenue en Europe l'année précédente. Simon ne se joint pas à cette croisade, au contraire de son frère Guy qui accompagne Philippe Auguste et le nouveau roi d'Angleterre, Richard Cœur de Lion, successeur en 1189 d'Henri II, son père.
Il épouse alors Alix de Montmorency (morte en 1221), fille de Bouchard V de Montmorency et sœur de Mathieu II de Montmorency, futur connétable de France. En 1192, Philippe Auguste revient de croisade, tandis que Richard Cœur de Lion reste en Terre sainte. Philippe Auguste en profite pour faire la conquête de plusieurs fiefs tenus par l'Anglais, opérations auxquelles Simon ne participe pas. Richard Cœur de Lion rentre de croisade en 1194, la guerre reprend et Simon se joint aux forces de Philippe.

### La croisade en Terre sainte
L'œuvre de Richard Cœur de Lion en Terre sainte était restée incomplète : Jérusalem n'ayant pas été reconquise, le pape Innocent III (1198-1216) demanda une nouvelle croisade. Le comte Thibaut III de Champagne, sensible à cet objectif, organise le 28 novembre 1199 un tournoi à Ecry-sur-Aisne, où il invite tout le haut baronnage du royaume. À l'occasion du tournoi, Foulques de Neuilly prêche la reconquête de Jérusalem et les barons enthousiastes se joignent à la quatrième croisade. Les croisés décident de se rendre en Palestine par la mer et Geoffroy de Villehardouin négocie le passage avec les Vénitiens. Malheureusement, lorsque les croisés se regroupent à Venise, le nombre de soldats est loin d'être celui prévu, de nombreux croisés ayant trouvé le montant de la traversée trop onéreux et ayant opté pour un autre chemin. Comme c'était une somme globale et non une somme individuelle qui avait été convenue, les combattants réunis à Venise étaient loin de posséder la somme demandée.
Enrico Dandolo, le doge de Venise, propose alors aux croisés qu'ils prennent la ville hongroise de Zara en échange de la somme manquante. Les chefs acceptent le marché, mais nombreux sont les croisés qui le désapprouvent, parmi lesquels Simon. Celui-ci et ses alliés refusent d'ailleurs d'attaquer la ville et restent dans leur campement pendant l'assaut. Après la prise de la ville, c'est ensuite Alexis Ange qui propose aux croisés de payer leur passage en échange de leur aide pour rétablir Isaac II sur le trône. Simon refuse net cette proposition et dès février 1203 prend contact avec le roi de Hongrie pour obtenir l'autorisation de traverser son royaume en sécurité avec ses compagnons. Avec tout le contingent d'Île-de-France, il quitte l'armée croisée, traverse la Dalmatie, puis descend le long de la péninsule italienne pour embarquer à Barletta, dans les Pouilles.
Il débarque à Jaffa et rejoint le roi Amaury II de Lusignan. Apprenant le détournement de la quatrième croisade, le roi négocie une trêve avec le sultan Al-Adel. Il dirige cependant avec Simon de Montfort une expédition punitive en Tibériade. Impressionné par leur valeur, Amaury veut les attacher à son service et accepte le mariage de Guy de Montfort, frère de Simon, avec Helvis d'Ibelin. Mais l'annonce de la prise de Constantinople et de la fondation de l'empire latin de Constantinople fait comprendre à Amaury que la croisade ne viendra pas en Terre sainte, et il signe en 1204 une trêve de six ans avec le sultan.
La tradition veut que Simon ait rapporté d'Orient un morceau de la sainte Croix qu'il offrira au monastère des Hautes-Bruyères[réf. nécessaire]. Cette relique, enchâssée dans une croix-reliquaire, fut déposée par la suite en l'église Saint-Lubin de Rambouillet où elle demeure toujours.
Son oncle Robert IV de Beaumont (comte de Leicester) meurt peu après son retour. Simon en est l'héritier le plus proche et revendique la succession. Mais Jean sans Terre, roi d'Angleterre, après que Philippe II Auguste se fut emparé de la Normandie et eut exigé de ses nouveaux vassaux qu'ils choisissent entre leurs biens normands et anglais, confisque à son tour tous les domaines anglais détenus par des barons français. Ce fut le cas du comté de Leicester qui est donné à Ramnulf de Chester.

### Le croisé en Albigeois
Vers 1206, son ami et voisin Guy, abbé des Vaux-de-Cernay, est appelé pour prêcher dans l'Occitanie contre l'hérésie cathare, avec d'autres religieux comme Dominique de Guzmán et Pierre de Castelnau. La mission n'obtient que de maigres succès ; Pierre de Castelnau finit par excommunier le comte Raymond VI de Toulouse mais est assassiné le 14 janvier 1208. Le pape Innocent III décide alors d'organiser une expédition contre les Cathares, et accorde aux combattants les mêmes indulgences et faveurs qu'à ceux qui combattaient en Terre sainte. Arnaud Amaury et Guy des Vaux de Cernay parcourent le royaume de France afin d'inciter les barons à prendre part à la « croisade, ».
Eudes III, duc de Bourgogne, annonce son engagement, suivi d'Hervé IV de Donzy, comte de Nevers, et de Gaucher III de Châtillon, comte de Saint-Pol. Incité par Guy des Vaux de Cernay, Simon de Montfort s'engage dans la croisade, suivi par plusieurs barons voisins, Guy de Lévis, Bouchard de Marly, Robert de Mauvoisin… Pour écarter la menace de ses Etats, Raymond VI de Toulouse fait amende honorable le 18 juin 1209 et rejoint la croisade.
Les croisés se réunissent à proximité de Lyon et se dirigent vers le sud, sous la direction du légat Arnaud Amaury. Raymond VI étant parmi les croisés, l'objectif n'est plus le Toulousain mais le domaine de Raimond-Roger Trencavel, vicomte de Béziers et de Carcassonne, qui abrite également des cathares.
Les villes de Béziers et de Carcassonne sont prises, Trencavel est déchu de ses vicomtés et un successeur lui est choisi parmi les barons croisés. Après les refus du duc de Bourgogne, du comte de Nevers et du comte de Saint-Pol, Arnaud Amaury préside une commission formée de deux évêques et de quatre barons, qui fixe son choix sur Simon de Montfort. Ce dernier commence par refuser, mais l'insistance de son ami Guy des Vaux de Cernay et d'Arnaud Amaury finit par le faire revenir sur sa décision. Il accepte, à la condition que tous les barons présents fassent serment de venir l'aider au cas où il serait en péril.
La première difficulté du nouveau vicomte se manifeste avec la fin de la quarantaine qui survient peu après la reddition de Carcassonne, et seul le duc de Bourgogne accepte, par amitié, de rester quelque temps. Ils prennent Fanjeaux, puis Simon reçoit l'hommage des habitants de Castres. Il tente ensuite de prendre les châteaux de Lastours, mais doit abandonner le siège après le départ du duc de Bourgogne. Il ne peut alors compter que sur une trentaine de chevaliers et d'une troupe de cinq cents soldats. Il prend Mirepoix, qu'il donne à son beau-frère Guy de Lévis, détruit la maison de Parfaits implantée à Pamiers (où il rédigera les statuts de Pamiers en 1212) par Esclarmonde sœur du comte de Foix, prend Saverdun et Preixan et reçoit l'hommage des habitants d'Albi ainsi que de plusieurs seigneurs locaux.

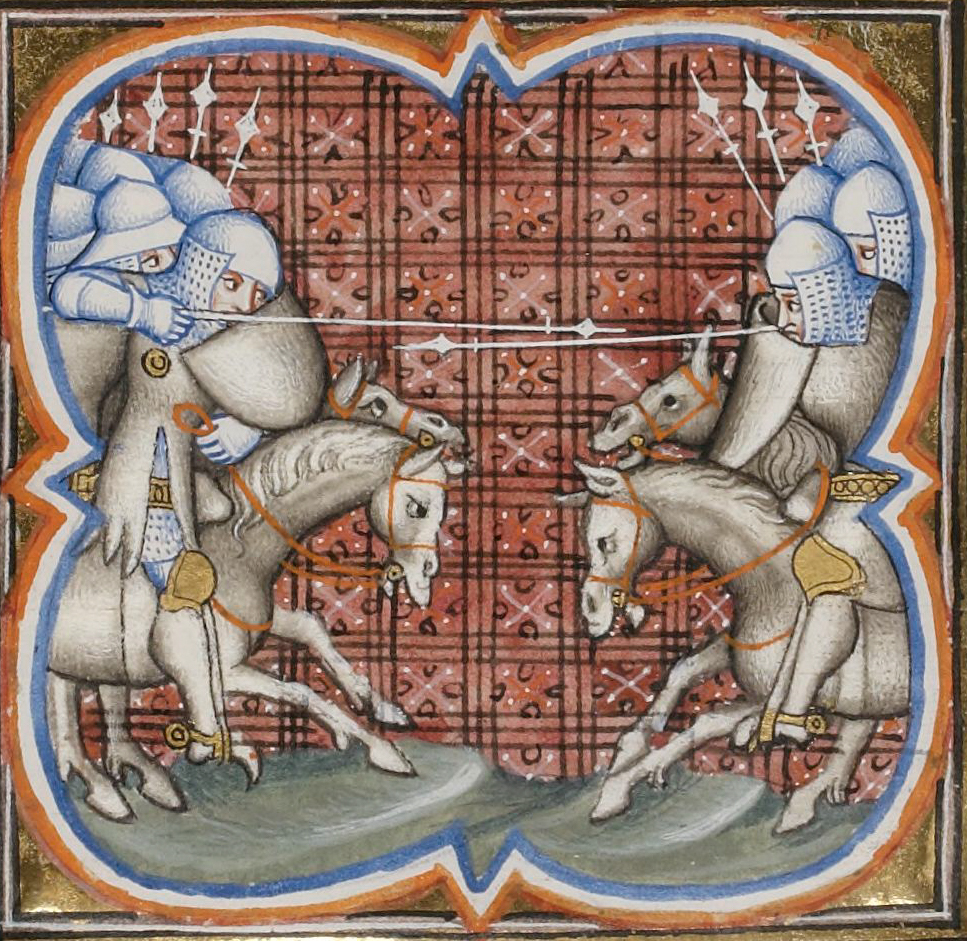
La Bataille de Muret d'après une enluminure du XIVe siècle (Grandes Chroniques de France, BNF, Ms français 2813,).

Il rencontre le roi Pierre II d'Aragon à Narbonne, mais ce dernier n'est pas décidé à le reconnaître comme vassal. C'est à ce moment, le 10 novembre 1209, que meurt dans sa prison Raimond-Roger Trencavel. Les ennemis de Montfort font courir le bruit qu'il a été assassiné. Le pays se révolte alors, son cousin Bouchard de Marly tombe dans une embuscade tendue par le seigneur Pierre Roger de Cabaret et plusieurs de ses châteaux sont assiégés, pris par les Occitans et leur garnison massacrée. Simon de Montfort ne peut compter que sur quelques villes et doit se préparer à faire une conquête complète du pays. Sa femme Alix de Montmorency le rejoint alors, amenant avec elle des renforts. Il commence à prendre quelques châteaux révoltés, et fait preuve d'une cruauté[réf. nécessaire] équivalente à celle des seigneurs occitans qui avaient massacré ses garnisons.
Après les prises de Minerve, Termes, Lastours et Lavaur, il contrôle suffisamment le pays pour envisager de s'attaquer au comte de Toulouse, qui vient de se faire excommunier à nouveau. Simon occupe Castelnaudary et y bat Raymond VI de Toulouse. Il occupe ensuite l'Albigeois, l'Agenais, puis occupe Muret, achevant d'encercler Toulouse. Inquiet de ses progrès, le roi Pierre II d'Aragon, qui vient de remporter la bataille de Las Navas de Tolosa contre les Maures, prend les comtes de Toulouse, de Foix et de Comminges sous sa protection. Au mois d'août 1213, Pierre II franchit les Pyrénées et rejoint les trois comtes à Muret. Simon de Montfort attaque l'alliance et la défait le 12 septembre au cours de la bataille de Muret où est tué le roi Pierre II d'Aragon.

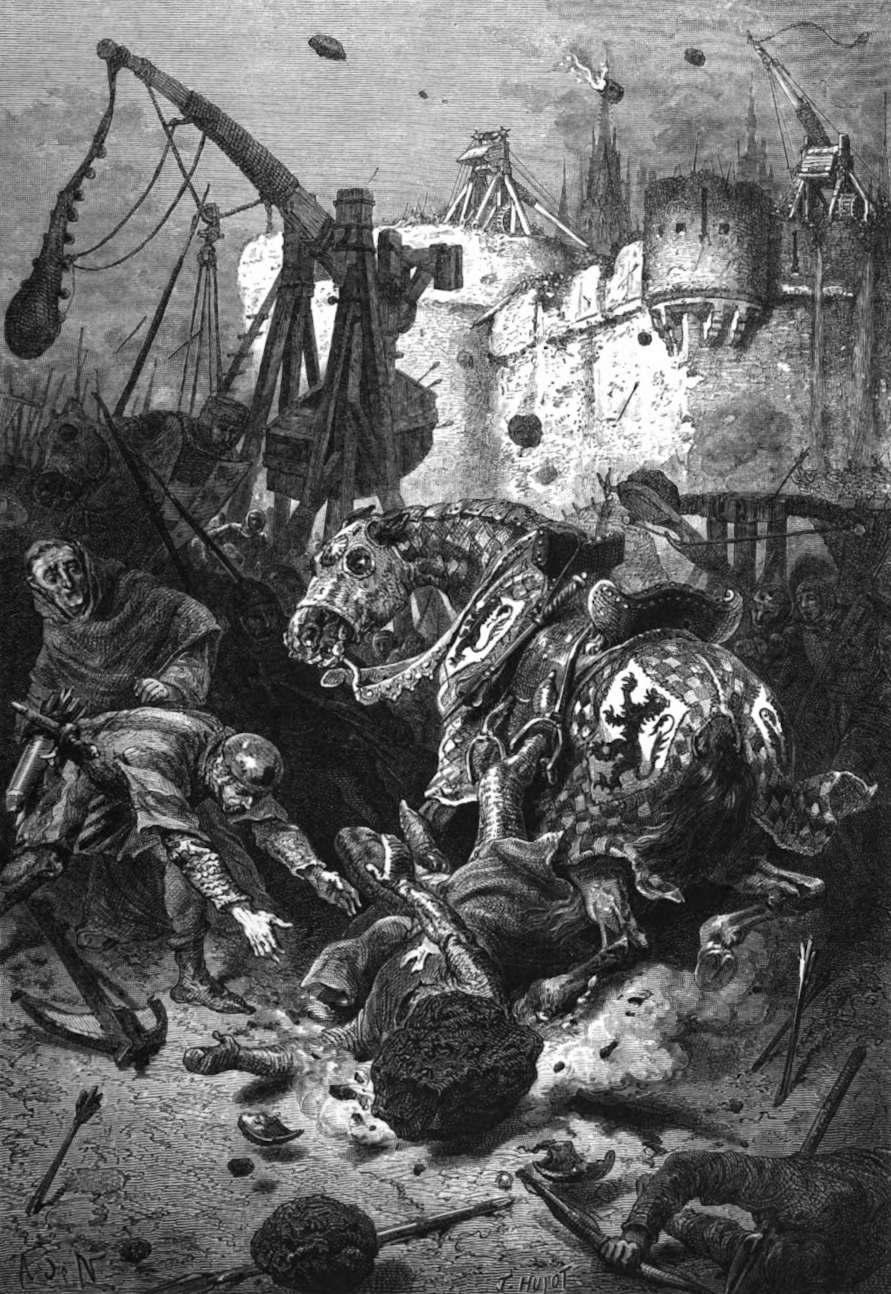
La mort de Simon de Montfort, gravure d'Alphonse de Neuville, 1883.

En décembre 1215, à l'issue du concile de Latran, le pape Innocent III lui attribue définitivement le comté de Toulouse, le duché de Narbonne et les vicomtés de Carcassonne et de Béziers. Il en rend aveu du comté au roi de France le 10 avril 1216 à Melun. Il ne tarde pas à entrer en conflit avec l'archevêque de Narbonne, Arnaud Amaury, sur la possession du duché de Narbonne.
Alors qu'il prête hommage pour le Toulousain, Beaucaire a ouvert ses portes à Raymond VII de Toulouse, le fils du précédent comte de Toulouse dépossédé de ses terres. Simon de Montfort ne parvient pas à prendre la ville et il doit abandonner le siège pour réprimer la révolte de Toulouse. Le 13 septembre 1217, Toulouse ouvre à son tour ses portes à Raymond qui ne tarde pas à être renforcé par le comte de Foix, de Catalogne et de l'Aragonais. Simon met le siège devant la ville le 8 octobre. Enfin, le 25 juin 1218, au cours d'une sortie des assiégés, il meurt tué par une pierre lancée par une pierrière manœuvrée selon certains chroniqueurs par des femmes. Son corps, préparé selon les usages de l'époque, est transporté et déposé en la cathédrale Saint-Nazaire de Carcassonne. Il y demeure jusqu'en 1224 pour être finalement rapatrié par Amaury VI en Île-de-France et définitivement inhumé dans le prieuré royal de Haute-Bruyère de l'ordre de Fontevrault près de Montfort-l'Amaury.

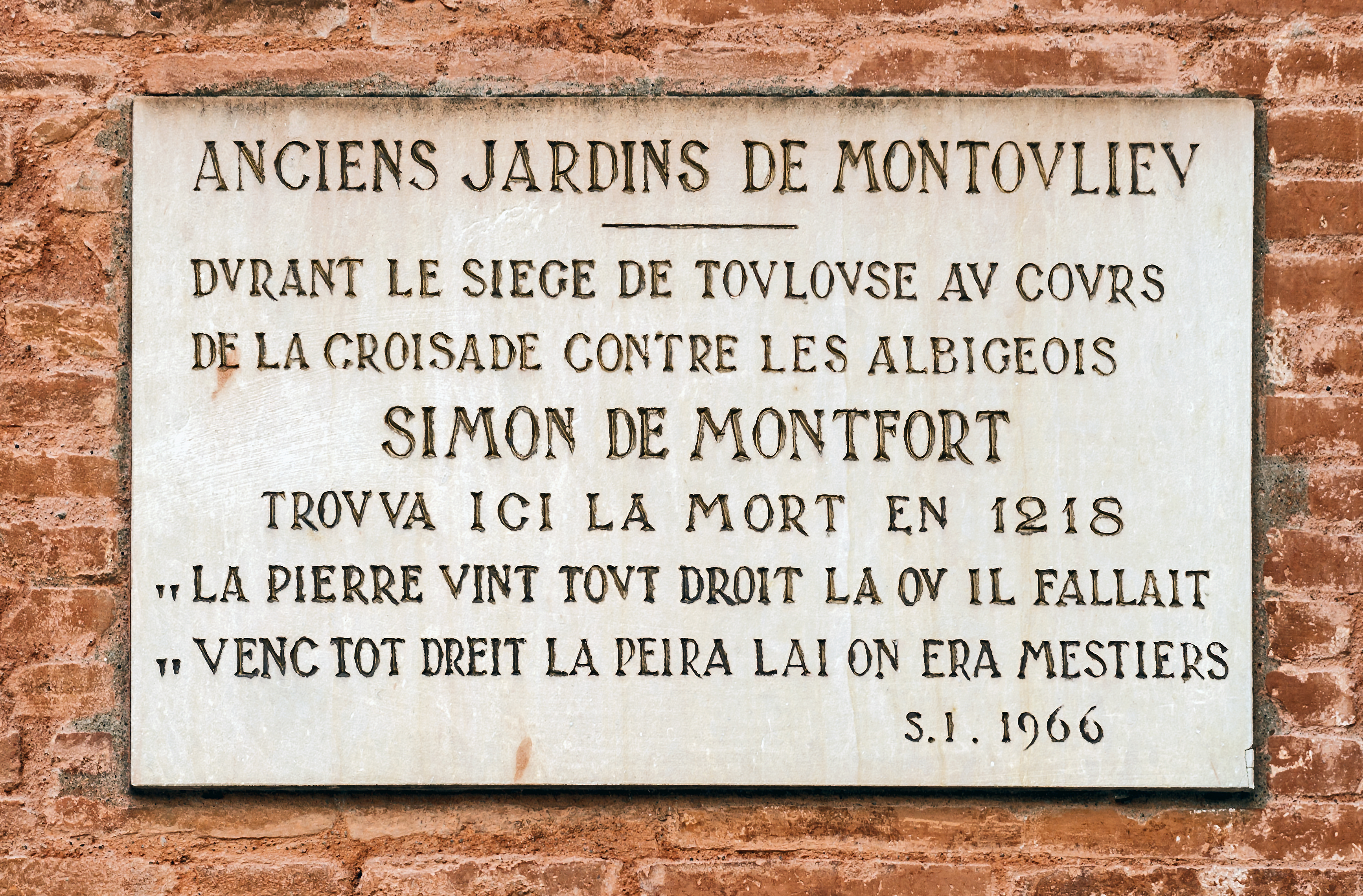
Plaque commémorative de la mort de Simon de Montfort à Toulouse (Côté droit de la porte Virebent du Jardin des Plantes).

Son fils Amaury, qui devient connétable de France à la suite de son oncle, se voit confirmer en théorie dans les possessions continentales de son père. Le puîné, Guy de Montfort, est comte de Bigorre par mariage, mais ne lui survit que deux ans. Le cadet, Simon V, part pour l'Angleterre où il joue un rôle important sous le règne d'Henri III d'Angleterre.
Cependant, le comté de Toulouse est dans les faits conservé par Raymond VII de Toulouse, puis tombe par traité dans le domaine royal à la mort de sa fille, mariée au frère du roi et ne laissant pas d'héritier.

### Un bilan contrasté
Porté aux nues en son temps comme défenseur de l’Église et comme combattant de l’hérésie cathare, Simon de Montfort est considéré au XXe siècle comme le bourreau de la conquête de l’Occitanie. La vérité se situe sans doute entre ces deux points de vue. Il n'en demeure pas moins que le bilan de la conquête est lourd en vies humaines et en massacres (massacre de Bram par Simon de Montfort, dame Guiraude de Lavaur jetée au fond d'un puits et lapidée).
Simon de Montfort s'engageait complètement dans ses entreprises, quelle que soit la finalité de celles-ci. Lors de sa participation à la quatrième croisade, le doge de Venise demande aux croisés de prendre la ville chrétienne de Zara pour payer leur transport en Terre sainte. Simon estime ce siège indigne des croisés et refuse de prendre part aux assauts. Quand la quatrième croisade décide d’attaquer Constantinople, Simon refuse ce détournement et quitte avec ses troupes l’expédition pour se rendre en Terre sainte par ses propres moyens. En Occitanie, il se considère comme le bras armé de l’Église, mais il n'en demeure pas moins vrai qu’il favorise également ses ambitions personnelles, utilisant la croisade contre les Albigeois pour tenter de s'approprier des territoires importants du sud du royaume et pour en devenir un important seigneur.
C’est aussi un bon soldat et un bon stratège, qui a plusieurs fois remporté la victoire en Albigeois, dans des circonstances qui lui étaient initialement défavorables, notamment lors de la bataille de Muret (1213) qu'il remporte brillamment malgré une nette infériorité numérique. Mais ses succès s’expliquent également par l’inaction latente de son principal ennemi, le comte Raymond VI de Toulouse. Le principal défaut apparent de Simon de Montfort est son manque de diplomatie et l'intransigeance de sa politique. Il ne connaît pas le compromis : par exemple, à la suite du siège de Beaucaire, la ville de Toulouse se révolte et fait prisonnier un détachement de croisés. Sans l’aide d’une armée, Toulouse doit se soumettre, et Simon refuse de faire preuve de magnanimité, ce qui lui aurait peut-être permis de faire accepter aux Toulousains leur soumission. Au contraire, il impose des conditions humiliantes à la ville, qui transforme son animosité contre lui en haine. Dès lors, la révolte de la ville est inéluctable et aboutit au siège où Simon sera tué. Pendant le concile de Latran, ses ennemis Pierre II d'Aragon et Raymond VI de Toulouse font preuve d'activités diplomatiques afin de diminuer les sanctions envers les comtes de Toulouse, de Foix et de Comminges. Ces actions, que Simon ne jugea pas utile de contrer, aboutissent à la restitution de la ville de Foix à son comte et l'attribution du marquisat de Provence au fils de Raymond VI.
Concernant les cruautés de Simon, si elles paraissent barbares à l’homme des XXe et XXIe siècles, elles sont monnaie courante au XIIIe siècle :
- Simon a allumé de nombreux bûchers de Cathares ; il agit alors comme le bras séculier de l’Église qui a condamné ces hérétiques.
- Après la prise de Bram, il fait aveugler tous les défenseurs de la ville, sauf un qui est seulement éborgné afin qu’il guide ses malheureux compagnons. C'est un châtiment cruel envers des soldats qui lui avaient rendu l’hommage puis renié, et répondant à celui de Giraud de Pépieux qui avait fait subir peu avant le même châtiment à une partie de la garnison du château de Puysserguier, l’autre ayant été massacrée.
- Il y a une différence concernant la parole donnée entre les hommes du Nord et ceux de l’Occitanie. En Occitanie, les paroles et serments sont donnés selon les circonstances et il est admis que l’on puisse revenir sur la parole donnée si les nécessités politiques changent. La civilisation occitane s'appuie sur les engagements écrits, laissant un large degré de liberté au respect de la parole. Simon, et les principaux membres de la féodalité du nord, considèrent que la parole donnée et le serment engagent irrévocablement celui qui les donne. Cette différence va rapidement aboutir à une incompréhension mutuelle. Simon va juger les barons occitans comme des hommes de peu de foi, et les faire exécuter en cas de reniement et de révolte. C’est particulièrement flagrant après la prise de Lavaur : Guiraude de Laurac est exécutée comme hérétique[N 8], Amaury de Montréal et ses soldats, ayant par le passé rendu l’hommage à Montfort, sont égorgés, mais les soldats envoyés par le comte de Toulouse, ayant obéi aux ordres de leur suzerain et n’ayant aucune obligation envers Montfort, sont traités comme prisonniers de guerre[19].

Au titre du bilan laissé par cet homme, il faut ici citer "La Chanson de la Croisade contre les Albigeois" , telle qu'elle est traduite de la langue d'oc par Paul Meyer pour la Société de l'Histoire de France (édition de 1875). La chanson dit, à propos de la mort de Simon de Montfort et de l'épitaphe glorieuse qui veut en faire un saint : (vers 8683 à 8696)
"Si, pour tuer des hommes et répandre le sang, pour perdre des âmes, pour consentir à des meurtres, pour croire des conseils pervers, pour allumer des incendies, pour détruire des barons, pour honnir Parage, pour prendre des terres par violence, pour faire triompher orgueil, pour attiser le mal et éteindre le bien, pour tuer des femmes, égorger des enfants, on peut en ce monde conquérir Jésus-Christ, il doit porter couronne et resplendir dans le ciel !"

## Mariage et enfants
Simon de Montfort épousa vers 1190 Alix de Montmorency (morte le 25 février 1221), fille de Bouchard V, seigneur de Montmorency et de Laurette de Hainaut. Ils eurent :
- Amaury VI (1192-1241), comte de Montfort et connétable de France ;
- Guy (mort en 1220), comte de Bigorre, par son mariage avec la comtesse Pétronille ;
- Simon V (vers 1208 - 4 août 1265), comte de Leicester ;
- Robert (mort en 1226) ;
- Amicie (morte le 20 février 1253), mariée à Gaucher de Joigny, seigneur de Château-Renard, fondatrice d'un couvent dominicain à Montargis ;
- Laure, mariée à Gérard III de Picquigny, vidame d'Amiens ;
- Pétronille, née en 1211, confiée par sa mère en 1221 à l'abbaye Saint-Antoine de Paris pour y devenir moniale.